# إزوميوتسو (أوساكا)
مدينة إزوميوتسو (بالإنجليزية: Izumiōtsu)‏ هي أحد المدن التابعة لمحافظة أوساكا. تأسست رسميًا في 01/04/1942. ويقدر عدد سكانها بـ 78014 نسمة حسب تقدير مكتب الإحصاء الياباني لعام 2012. تبلغ مساحة إزوميوتسو 12.8 كم2. بكثافة سكانية تبلغ 6095 نسمة/كم2.